# Бедо, Ги Рене
Ги Рене Бедо (фр. Guy René Bédos; 15 июня 1934, Алжир — 28 мая 2020, Париж) — французский актёр, сценарист, юморист
, комик.

## Биография
Сын врача. С детства страдал от обсессивно-компульсивного расстройства.
В 1949 году поступил в Высшую национальную школу театрального искусства и техники в Париже. В 17-летнем возрасте дебютировал на театральной сцене.
Играл в составе труппы Театра Маленького Жака, одновременно начал выступать на сценах кабаре и мюзик-холла, писал скетчи. В 1960-х годах начал карьеру комика, сформировав дуэт с Софи Домье (его будущей женой с 1965 до 1977 г.). После их творческого разрыва продолжил карьеру самостоятельно, зарекомендовав себя как актёр кино и телевидения. На большом экране сперва играл второстепенные роли в некоторых комедиях шестидесятых годов. Снялся в 44 кино- и телефильмах.
Вынужденный нести военную службу во время войны в Алжире, объявил голодовку и был демобилизован по психическому заболеванию.
В течение своей карьеры продолжал заниматься театральной деятельностью, выступал на сцене с сольными концертами.
Трижды был женат.
Отказался от ордена Почётного легиона.
В конце жизни страдал от болезни Альцгеймера. Похоронен на кладбище Лумио на Корсике.
Его прадед — политик Альфред Летелье.

## Избранная фильмография
- 1955: Futures Vedettes
- 1956: Короткий ум
- 1958: Sacrée Jeunesse
- 1958: Обманщики
- 1960: La Millième Fenêtre
- 1961: Le Caporal épinglé
- 1962: L’Empire de la nuit
- 1963: Драже с перцем
- 1964: Aimez-vous les femmes?
- 1965: Les Copains
- 1966: Sept hommes et une garce
- 1969: Appelez-moi Mathilde
- 1970: Le Pistonné
- 1971: Pouce
- 1972: L’Œuf
- 1975: Le Jardin qui bascule
- 1976: И слоны бывают неверны
- 1977: Nous irons tous au paradis
- 1980: Même les mômes ont du vague à l’âme
- 1984: Réveillon chez Bob
- 1986: Sauve-toi, Lola
- 1987: Il est génial papy!
- 1991: Le (Bal des casse-pieds
- 1996: Un homme est tombé dans la rue
- 1997: Sous les pieds des femmes
- 1999—2001: Chère Marianne (ТВ сериал)
- 2003: Les clefs de bagnole
- 2005: Une famille pas comme les autres
- 2006: La Jungle
- 2006: Sortie de scène
- 2007: Survivre avec les loups
- 2007: Les interminables
- 2010: Mourir ? Plutôt crever ! (документальный)
- 2011: Moi, Michel G., milliardaire, maître du monde
- 2011: Et si on vivait tous ensemble?
- 2013: Le tourbillon de Jeanne